# Kuba na Letnich Igrzyskach Olimpijskich 2016
Kubę na Letnich Igrzyskach Olimpijskich 2016, które odbyły się w Rio de Janeiro reprezentowało 123 zawodników. Zdobyli oni 11 medali: 5 złotych, 2 srebrne i 4 brązowe, zajmując 18. miejsce w klasyfikacji medalowej.
Był to dwudziesty start reprezentacji Kuby na letnich igrzyskach olimpijskich.

## Zdobyte medale
| Medal  | Zawodnik            | Dyscyplina    | Konkurencja                                     | Rezultat                                                                | Data        |
| ------ | ------------------- | ------------- | ----------------------------------------------- | ----------------------------------------------------------------------- | ----------- |
| Złoto  | Ismael Borrero      | Zapasy        | Kategoria do 59 kg w stylu klasycznym           | W finale pokonał reprezentanta Japonii Shinobu Ōta                      | 14 sierpnia |
| Złoto  | Mijaín López        | Zapasy        | Kategoria do 130 kg mężczyzn w stylu klasycznym | W finale pokonał reprezentanta Turcji Riza Kayaalpo.                    | 15 sierpnia |
| Złoto  | Julio César La Cruz | Boks          | Waga półciężka mężczyzn                         | W finale pokonał reprezentanta Kazachstanu Ädylbeka Nijazymbetowa.      | 18 sierpnia |
| Złoto  | Robeisy Ramírez     | Boks          | Waga kogucia mężczyzn                           | W finale pokonał reprezentanta Stanów Zjednoczonych Shakura Stevensona. | 20 sierpnia |
| Złoto  | Arlen López         | Boks          | Waga średnia mężczyzn                           | W finale pokonał reprezentanta Uzbekistanu Bektemira Meliqo‘ziyeva.     | 20 sierpnia |
| Srebro | Idalys Ortíz        | Judo          | Kategoria powyżej 78 kg kobiet                  | W finale uległa reprezentantce Francji Emilie Andéol.                   | 12 sierpnia |
| Srebro | Yasmany Lugo        | Zapasy        | Kategoria do 98 kg mężczyzn                     | W finale uległ reprezentantowi Armenii Arturowi Aleksanianowi.          | 16 sierpnia |
| Brąz   | Joahnys Argilagos   | Boks          | Waga papierowa mężczyzn                         | W półfinale uległ reprezentantowi Kolumbii Yurberjenowi Martínezowi.    | 12 sierpnia |
| Brąz   | Erislandy Savón     | Boks          | Waga ciężka mężczyzn                            | W półfinale uległ reprezentantowi Kazachstanu Wasilijowi Lewitowi.      | 13 sierpnia |
| Brąz   | Lázaro Álvarez      | Boks          | Waga lekka mężczyzn                             | W półfinale uległ reprezentantowi Brazylii Robsonowi Conceiçãowi.       | 14 sierpnia |
| Brąz   | Denia Caballero     | Lekkoatletyka | Rzut dyskiem kobiet                             | 65,34 m                                                                 | 16 sierpnia |

## Reprezentanci

### Badminton
Mężczyźni
| Zawodnik        | Konkurencja    | Faza grupowa                    | Faza grupowa                | 1/8              | Ćwierćfinały     | Półfinały        | Finał   | Finał |
| Zawodnik        | Konkurencja    | Przeciwnik Wynik                | Przeciwnik Wynik            | Przeciwnik Wynik | Przeciwnik Wynik | Przeciwnik Wynik | Pozycja |       |
| --------------- | -------------- | ------------------------------- | --------------------------- | ---------------- | ---------------- | ---------------- | ------- | ----- |
| Osleni Guerrero | gra pojedyncza | Tommy Sugiarto P (12:21, 14:21) | Howard Shu W (21:16, 21:15) | NQ               | NQ               | NQ               | NQ      | NQ    |

### Boks
Mężczyźni
| Zawodnik          | Konkurencja | 1/16             | 1/8              | Ćwierćfinał      | Półfinał                  | Finał              | Finał   |
| Zawodnik          | Konkurencja | Przeciwnik Wynik | Przeciwnik Wynik | Przeciwnik Wynik | Przeciwnik Wynik          | Przeciwnik Wynik   | Miejsce |
| ----------------- | ----------- | ---------------- | ---------------- | ---------------- | ------------------------- | ------------------ | ------- |
| Joahnys Argilagos | 49 kg       | BYE              | Yafai W 2-1      | Warui W 3-0      | Martínez P 1-2            | NQ                 | brąz    |
| Yosvany Veitía    | 52 kg       | BYE              | Kharroubi W 3-0  | Hu P 1-2         | NQ                        | NQ                 | NQ      |
| Robeisy Ramírez   | 56 kg       | Thapa W 3-0      | Hamout W 2-1     | Zhang W 3-0      | Axmadaliyev W 3-0         | Stevenson W 2-1    | złoto   |
| Lázaro Álvarez    | 60 kg       | BYE              | Tommasone W 3-0  | Balderas W 3-0   | Conceição P 0-3           | NQ                 | brąz    |
| Yasniel Toledo    | 64 kg       | BYE              | McCormack W 2-1  | Sotomayor P 0-3  | NQ                        | NQ                 | NQ      |
| Roniel Iglesias   | 69 kg       | BYE              | Margarjan W TKO  | Giyasov P 0-3    | NQ                        | NQ                 | NQ      |
| Arlen López       | 75 kg       | BYE              | Harcsa W TKO     | Assomo W 3-0     | Kamran Szachsuwarły W 3-0 | Meliqo‘ziyev W 3-0 | złoto   |
| Julio de la Cruz  | 81 kg       | BYE              | Ünal W 3-0       | Borges W 3-0     | Bauderlique W 3-0         | Nijazymbetow W 3-0 | złoto   |
| Erislandy Savón   | 91 kg       | BYE              | Okolie W 3-0     | Peralta W 3-0    | Lewit P 0-3               | NQ                 | brąz    |
| Lenier Pero       | +91 kg      | BYE              | Vianello W 3-0   | Hrgović P TKO    | NQ                        | NQ                 | NQ      |

### Gimnastyka
Mężczyźni
| Zawodnik         | Konkurencja            | Kwalifikacje | Kwalifikacje | Kwalifikacje | Kwalifikacje | Kwalifikacje | Kwalifikacje | Kwalifikacje | Kwalifikacje | Finał    | Finał    | Finał    | Finał    | Finał    | Finał    | Finał  | Finał   |
| Zawodnik         | Konkurencja            | Przyrząd     | Przyrząd     | Przyrząd     | Przyrząd     | Przyrząd     | Przyrząd     | Razem        | Miejsce      | Przyrząd | Przyrząd | Przyrząd | Przyrząd | Przyrząd | Przyrząd | Razem  | Miejsce |
| Zawodnik         | Konkurencja            | FX           | PH           | SR           | VT           | PB           | HB           | Razem        | Miejsce      | FX       | PH       | SR       | VT       | PB       | HB       | Razem  | Miejsce |
| ---------------- | ---------------------- | ------------ | ------------ | ------------ | ------------ | ------------ | ------------ | ------------ | ------------ | -------- | -------- | -------- | -------- | -------- | -------- | ------ | ------- |
| Manrique Larduet | ćwiczenia na poręczach | —            | —            | —            | —            | 15.766       | —            | 15.766       | 4. Q         | —        | —        | —        | —        | 15.625   | —        | 15.625 | 5.      |
| Manrique Larduet | ćwiczenia na drążku    | —            | —            | —            | —            | —            | 15.116       | 15.116       | 8. Q         | —        | —        | —        | —        | —        | 15.033   | 15.033 | 6.      |
| Manrique Larduet | wielobój indywidualny  | 15.200       | 13.866       | 15.100       | 11.766       | 15.766       | 15.116       | 86.814       | 15. Q        | —        | —        | 15.133   | 14.000   | —        | —        | 29.133 | DNF     |
| Randy Lerú       | wielobój indywidualny  | 13.000       | 11.966       | 13.400       | 14.166       | 15.000       | 14.866       | 82.398       | 43.          | NQ       | NQ       | NQ       | NQ       | NQ       | NQ       | NQ     | NQ      |

Kobiety
| Zawodniczka    | Konkurencja     | Kwalifikacje | Kwalifikacje | Finał | Finał   |
| Zawodniczka    | Konkurencja     | Razem        | Miejsce      | Razem | Miejsce |
| -------------- | --------------- | ------------ | ------------ | ----- | ------- |
| Marcia Videaux | ćwiczenia wolne | 13.066       | 58.          | NQ    | NQ      |

### Judo
Mężczyźni
| Zawodnik                  | Konkurencja    | 1/64             | 1/32                      | 1/16                  | Ćwierćfinał        | Półfinał         | Repasaż 1              | Repasaż 2         | Finał            | Finał   |
| Zawodnik                  | Konkurencja    | Przeciwnik Wynik | Przeciwnik Wynik          | Przeciwnik Wynik      | Przeciwnik Wynik   | Przeciwnik Wynik | Przeciwnik Wynik       | Przeciwnik Wynik  | Przeciwnik Wynik | Pozycja |
| ------------------------- | -------------- | ---------------- | ------------------------- | --------------------- | ------------------ | ---------------- | ---------------------- | ----------------- | ---------------- | ------- |
| Magdiel Estrada           | do 73 kg       | Ježek W 010-002  | Szawdatuaszwili P 100-000 | NQ                    | NQ                 | NQ               | NQ                     | NQ                | NQ               | NQ      |
| Ivan Felipe Silva Morales | do 81 kg       | BYE              | Czrikiszwili P 001-000    | NQ                    | NQ                 | NQ               | NQ                     | NQ                | NQ               | NQ      |
| Asley González            | do 90 kg       | Padar W 110-000  | Nhabali W 101-000         | Otgonbaatar P 000-100 | NQ                 | NQ               | NQ                     | NQ                | NQ               | NQ      |
| José Armenteros           | do 100 kg      | BYE              | Tüwszinbajar W 001-000    | Darwish P 000-001     | NQ                 | NQ               | NQ                     | NQ                | NQ               | NQ      |
| Alex García Mendoza       | powyżej 100 kg | BYE              | Abdurakhmonov W 100-000   | Bor W 000-000 S       | Harasawa P 000-100 | NQ               | Krakovetskii W 100-000 | Sason P 000-000 S | NQ               | 5.      |

Kobiety
| Zawodniczka       | Konkurencja | 1/32                   | 1/16                | Ćwierćfinał         | Półfinał            | Repasaż 1           | Repasaż 2                | Finał               | Finał   |
| Zawodniczka       | Konkurencja | Przeciwniczka Wynik    | Przeciwniczka Wynik | Przeciwniczka Wynik | Przeciwniczka Wynik | Przeciwniczka Wynik | Przeciwniczka Wynik      | Przeciwniczka Wynik | Pozycja |
| ----------------- | ----------- | ---------------------- | ------------------- | ------------------- | ------------------- | ------------------- | ------------------------ | ------------------- | ------- |
| Dayaris Mestre    | do 48 kg    | Ratiarison W 000-000 S | Figueroa W 001-000  | Menezes W 000-000 S | Jeong P 000-100     | —                   | Otgontsetseg P 0000-1000 | NQ                  | 5.      |
| Maricet Espinosa  | do 63 kg    | Khatri W 011-000       | Dżerbi P 001-100    | NQ                  | NQ                  | NQ                  | NQ                       | NQ                  | NQ      |
| Yalennis Castillo | do 78 kg    | BYE                    | Verkerk W 000-000 S | Velenšek P 000-100  | NQ                  | Joó W 000-001       | Aguiar P 001-000         | NQ                  | 5.      |
| Idalys Ortíz      | ponad 78 kg | BYE                    | Chibisova W 100-000 | Kim W 101-000       | Yamabe W 001-000    | —                   | —                        | Andéol P 000-100    | srebro  |

### Kajakarstwo

#### Kajakarstwo klasyczne
Mężczyźni
| Zawodnik                    | Konkurencja | Eliminacje | Eliminacje | Półfinał | Półfinał | Finał    | Finał   |
| Zawodnik                    | Konkurencja | Czas       | Miejsce    | Czas     | Miejsce  | Czas     | Miejsce |
| --------------------------- | ----------- | ---------- | ---------- | -------- | -------- | -------- | ------- |
| Fidel Antonio Vargas        | K-1 200 m   | 35,561     | 6.         | NQ       | NQ       | NQ       | NQ      |
| Jorge Dayán Serguey Torres  | C-2 1000 m  | 3:34,939   | 2. Q       | 3:40,192 | 1. FA    | 3:48,133 | 6.      |
| Jorge García Reinier Torres | K-2 1000 m  | 3:25,711   | 5. Q       | 3:23,466 | 5. FB    | 3:18,768 | 9.      |

Kobiety
| Zawodniczka     | Konkurencja | Eliminacje | Eliminacje | Półfinał | Półfinał | Finał  | Finał   |
| Zawodniczka     | Konkurencja | Czas       | Miejsce    | Czas     | Miejsce  | Czas   | Miejsce |
| --------------- | ----------- | ---------- | ---------- | -------- | -------- | ------ | ------- |
| Yusmari Mengana | K-1 200 m   | 41,701     | 1. Q       | 41,688   | 6. FB    | 42,036 | 12.     |
| Yusmari Mengana | K-1 500 m   | 2:02,162   | 6.         | NQ       | NQ       | NQ     | NQ      |

### Kolarstwo

#### Kolarstwo szosowe
Kobiety
| Zawodniczka    | Konkurencja                | Czas    | Miejsce |
| -------------- | -------------------------- | ------- | ------- |
| Arlenis Sierra | Wyścig ze startu wspólnego | 3:58,03 | 28.     |

#### Kolarstwo torowe
Kobiety
| Zawodniczka     | Konkurencja | Kwalifikacje   | Kwalifikacje | Runda 1            | Repasaż 1          | Runda 2            | Repasaż 2          | Ćwierćfinały       | Półfinały          | Finał              | Finał   |    |
| Zawodniczka     | Konkurencja | Czas Szybkość  | Miejsce      | Przeciwniczka Czas | Przeciwniczka Czas | Przeciwniczka Czas | Przeciwniczka Czas | Przeciwniczka Czas | Przeciwniczka Czas | Przeciwniczka Czas | Pozycja |    |
| --------------- | ----------- | -------------- | ------------ | ------------------ | ------------------ | ------------------ | ------------------ | ------------------ | ------------------ | ------------------ | ------- | -- |
| Lisandra Guerra | Sprint      | 11.1171 64.452 | 20.          | NQ                 | NQ                 | NQ                 | NQ                 | NQ                 | NQ                 | NQ                 | NQ      | NQ |

| Zawodniczka     | Konkurencja | Runda 1 | Repesaż | Runda 2 | Finał   |
| Zawodniczka     | Konkurencja | Pozycja | Pozycja | Pozycja | Pozycja |
| --------------- | ----------- | ------- | ------- | ------- | ------- |
| Lisandra Guerra | Keirin      | 3. R    | 4.      | NQ      | NQ      |

| Zawodniczka    | Konkurencja | Start lotny | Start lotny | Wyścig punktowy | Wyścig punktowy | Wyścig eliminacyjny | Wyścig na dochodzenie | Wyścig na dochodzenie | Scratch | Wyścig na 500 m | Wyścig na 500 m | Suma punktów | Miejsce |
| Zawodniczka    | Konkurencja | Czas        | Miejsce     | Punkty          | Miejsce         | Miejsce             | Czas                  | Miejsce               | Miejsce | Czas            | Miejsce         | Suma punktów | Miejsce |
| -------------- | ----------- | ----------- | ----------- | --------------- | --------------- | ------------------- | --------------------- | --------------------- | ------- | --------------- | --------------- | ------------ | ------- |
| Marlies Mejias | Omnium      | 14.441      | 9.          | 73              | 3.              | 18.                 | 3:34,034              | 8.                    | 12.     | 35.655          | 8.              | 173          | 7.      |

### Lekkoatletyka
Mężczyźni
| Zawodnik                                                                                        | Konkurencja        | Eliminacje | Eliminacje | Półfinał | Półfinał | Finał   | Finał   |
| Zawodnik                                                                                        | Konkurencja        | Wynik      | Miejsce    | Wynik    | Miejsce  | Wynik   | Miejsce |
| ----------------------------------------------------------------------------------------------- | ------------------ | ---------- | ---------- | -------- | -------- | ------- | ------- |
| Reynier Mena                                                                                    | 200 m              | 20,42      | 4.         | NQ       | NQ       | NQ      | NQ      |
| Roberto Skyers                                                                                  | 200 m              | 20,44      | 2. Q       | 20,60    | 8.       | NQ      | NQ      |
| Yoandys Lescay                                                                                  | 400 m              | 45,36      | 3. Q       | 45,00    | 6.       | NQ      | NQ      |
| Jhoanis Portilla                                                                                | 110 m przez płotki | DSQ        | DSQ        | NQ       | NQ       | NQ      | NQ      |
| Dayron Robles                                                                                   | 110 m przez płotki | DNS        | DNS        | NQ       | NQ       | NQ      | NQ      |
| José Luis Gaspar                                                                                | 400 m ppł          | 50,58      | 7.         | NQ       | NQ       | NQ      | NQ      |
| Edel Amores Yaniel Carrero Reynier Mena Reidis Ramos César Yuniel Ruiz Roberto Skyers           | sztafeta 4 × 100 m | 38,47      | 7.         | —        | —        | NQ      | NQ      |
| Adrián Chacón William Collazo José Luis Gaspar Yoandys Lescay Osmaidel Pellicier Leandro Zamora | sztafeta 4 × 400 m | 3:00,16    | 3. Q       | —        | —        | 2:59,53 | 6.      |

| Zawodnik             | Konkurencja  | Kwalifikacje | Kwalifikacje | Finał    | Finał   |
| Zawodnik             | Konkurencja  | Rezultat     | Miejsce      | Rezultat | Miejsce |
| -------------------- | ------------ | ------------ | ------------ | -------- | ------- |
| Jorge Fernández      | rzut dyskiem | 60,43        | 22.          | NQ       | NQ      |
| Roberto Janet        | rzut młotem  | 73,23        | 14.          | NQ       | NQ      |
| Maykel D. Massó      | skok w dal   | 7,81         | 15.          | NQ       | NQ      |
| Lázaro Martínez      | trójskok     | 16,61        | 12. Q        | 16,68    | 8.      |
| Pedro Pablo Pichardo | trójskok     | DNS          | DNS          | NQ       | NQ      |
| Ernesto Revé         | trójskok     | 16,58        | 14.          | NQ       | NQ      |

Dziesięciobój
| Zawodnik       | Konkurencja | 100 m | LJ   | SP    | HJ   | 400 m | 110H  | DT    | PV   | JT    | 1500 m  | Finał | Miejsce |
| -------------- | ----------- | ----- | ---- | ----- | ---- | ----- | ----- | ----- | ---- | ----- | ------- | ----- | ------- |
| Yordani García | Wynik       | 10,81 | 6,83 | 14,58 | 2,01 | 48,69 | 14,25 | 40,34 | 4,50 | 64,70 | 4:44,99 | 7961  | 18.     |
| Yordani García | Punkty      | 903   | 774  | 764   | 813  | 876   | 942   | 671   | 760  | 809   | 649     | 7961  | 18.     |
| Leonel Suárez  | Wynik       | 11,21 | 7,14 | 14,27 | 2,07 | 48,15 | 14,48 | 47,07 | 4,90 | 72,32 | 4:28,32 | 8460  | 6.      |
| Leonel Suárez  | Punkty      | 814   | 847  | 745   | 868  | 902   | 913   | 810   | 880  | 925   | 756     | 8460  | 6.      |

Kobiety
| Zawodniczka                                                                              | Konkurencja        | Eliminacje | Eliminacje | Półfinał | Półfinał | Finał   | Finał   |
| Zawodniczka                                                                              | Konkurencja        | Wynik      | Miejsce    | Wynik    | Miejsce  | Wynik   | Miejsce |
| ---------------------------------------------------------------------------------------- | ------------------ | ---------- | ---------- | -------- | -------- | ------- | ------- |
| Arialis Gandulla                                                                         | 200 m              | 23,41      | 6.         | NQ       | NQ       | NQ      | NQ      |
| Zurian Hechavarría                                                                       | 400 m ppł          | 57,28      | 7.         | NQ       | NQ       | NQ      | NQ      |
| Rose Mary Almanza                                                                        | 800 m              | 2:00,50    | 3.         | NQ       | NQ       | NQ      | NQ      |
| Sahily Diago                                                                             | 800 m              | 2:01,38    | 3.         | NQ       | NQ       | NQ      | NQ      |
| Lisneidy Veitia                                                                          | 800 m              | 2:02,10    | 4.         | NQ       | NQ       | NQ      | NQ      |
| Dailín Belmonte                                                                          | maraton            | —          | —          | —        | —        | 2:48:58 | 102.    |
| Daisurami Bonne Gilda Casanova Evelyn Cipriano Sahily Diago Roxana Gómez Lisneidy Veitia | sztafeta 4 × 400 m | 3:30,11    | 8.         | —        | —        | NQ      | NQ      |

| Zawodniczka      | Konkurencja    | Kwalifikacje | Kwalifikacje | Finał    | Finał   |
| Zawodniczka      | Konkurencja    | Rezultat     | Miejsce      | Rezultat | Miejsce |
| ---------------- | -------------- | ------------ | ------------ | -------- | ------- |
| Yaniuvis López   | pchnięcie kulą | 17,15        | 22.          | NQ       | NQ      |
| Saily Viart      | pchnięcie kulą | 16,99        | 26.          | NQ       | NQ      |
| Denia Caballero  | rzut dyskiem   | 62,94        | 6. Q         | 65,34    | brąz    |
| Yaimé Pérez      | rzut dyskiem   | 65,38        | 1. Q         | NM       | —       |
| Yirisleydi Ford  | rzut młotem    | 10,91        | 32.          | NQ       | NQ      |
| Yulenmis Aguilar | rzut oszczepem | 54,94        | 29.          | NQ       | NQ      |
| Yarisley Silva   | skok o tyczce  | 4,60         | 5. q         | 4,60     | =7.     |
| Liadagmis Povea  | trójskok       | 13,78        | 25.          | NQ       | NQ      |

Siedmiobój
| Zawodnik           | Konkurencja | 100H  | HJ   | SP    | 200 m | LJ   | JT    | 800 m   | Finał | Miejsce |
| ------------------ | ----------- | ----- | ---- | ----- | ----- | ---- | ----- | ------- | ----- | ------- |
| Yorgelis Rodríguez | Wynik       | 13,61 | 1,86 | 13,69 | 24,26 | 6,25 | 48,89 | 2;14,65 | 6481  | 9.      |
| Yorgelis Rodríguez | Punkty      | 1034  | 1054 | 773   | 956   | 927  | 835   | 898     | 6481  | 9.      |

### Łucznictwo
Mężczyźni
| Zawodnik       | Konkurencja   | Runda rankingowa | Runda rankingowa | 1/32             | 1/16             | 1/8              | Ćwierćfinał      | Półfinał         | Finał            | Finał   |
| Zawodnik       | Konkurencja   | Punkty           | Rozstawienie     | Przeciwnik Wynik | Przeciwnik Wynik | Przeciwnik Wynik | Przeciwnik Wynik | Przeciwnik Wynik | Przeciwnik Wynik | Pozycja |
| -------------- | ------------- | ---------------- | ---------------- | ---------------- | ---------------- | ---------------- | ---------------- | ---------------- | ---------------- | ------- |
| Adrián Puentes | indywidualnie | 656              | 37.              | Boardman W 6-4   | Das P 4-6        | NQ               | NQ               | NQ               | NQ               | NQ      |

### Pięciobój nowoczesny
| Zawodnik      | Konkurencja | Szermierka | Szermierka | Szermierka | Pływanie | Pływanie | Pływanie | Jazda konna | Jazda konna | Jazda konna | Kombinacja: strzelanie/bieg przełajowy | Kombinacja: strzelanie/bieg przełajowy | Kombinacja: strzelanie/bieg przełajowy | Suma punktów | Pozycja |
| Zawodnik      | Konkurencja | Wynik      | M.         | Punkty     | Czas     | M.       | Punkty   | Kary        | M.          | Punkty      | Czas                                   | M.                                     | Punkty                                 | Suma punktów | Pozycja |
| ------------- | ----------- | ---------- | ---------- | ---------- | -------- | -------- | -------- | ----------- | ----------- | ----------- | -------------------------------------- | -------------------------------------- | -------------------------------------- | ------------ | ------- |
| José Figueroa | mężczyźni   | 9/35       | 34.        | 156        | 2:15,39  | 26.      | 294      | 67          | 20.         | 233         | 13:49,13                               | 36.                                    | 531                                    | 1214         | 32.     |
| Leydi Moya    | kobiety     | 14/35      | 29.        | 184        | 2:25,75  | 13.      | 293      | (EL)        | =31.        | 0           | 13:11,07                               | 27.                                    | 509                                    | 986          | 34.     |

### Piłka siatkowa

#### Siatkówka halowa
Trener: Nicolás Vives
| Nr | Imię i nazwisko            | Data urodzenia       | Wzrost (cm) | Klub             |
| -- | -------------------------- | -------------------- | ----------- | ---------------- |
| 1  | Yosvani González           | 18 kwietnia 1988     | 196         | La Habana        |
| 2  | Osniel Melgarejo           | 18 grudnia 1997      | 195         | Sancti Spiritus  |
| 4  | Javier Ernesto Jiménez (C) | 16 listopada 1989    | 198         | Matanzas         |
| 5  | Javier Concepción          | 27 grudnia 1997      | 200         | La Habana        |
| 6  | Osniel Rendón              | 26 października 1996 | 202         | Matanzas         |
| 7  | Yonder García (L)          | 26 marca 1993        | 183         | Ciudad Habana    |
| 9  | Liván Osoria               | 5 lutego 1994        | 201         | Santiago de Cuba |
| 10 | Darien Ferrer              | 31 października 1982 | 202         | Santiago de Cuba |
| 13 | Mario Rivera               | 25 października 1982 | 180         | Pinar del Río    |
| 17 | Reinier Rojas              | 30 lipca 1986        | 190         | La Habana        |
| 18 | Miguel Ángel López         | 25 marca 1997        | 189         | Cienfuegos       |
| 21 | Adrián Goide               | 26 czerwca 1998      | 191         | Sancti Spiritus  |

| Lp. | Drużyna   | Mecze | Mecze   | Mecze   | Pkt | Sety | Sety | Sety  | Małe punkty | Małe punkty | Małe punkty |
| Lp. | Drużyna   | M     | W (3:2) | P (2:3) | Pkt | wyg. | prz. | ratio | zdob.       | str.        | ratio       |
| --- | --------- | ----- | ------- | ------- | --- | ---- | ---- | ----- | ----------- | ----------- | ----------- |
| 1   | Argentyna | 5     | 4 (0)   | 1 (0)   | 12  | 12   | 4    | 3.000 | 394         | 335         | 1.176       |
| 2   | Polska    | 5     | 4 (1)   | 1 (1)   | 12  | 14   | 5    | 2.800 | 447         | 389         | 1.149       |
| 3   | Rosja     | 5     | 4 (1)   | 1 (0)   | 11  | 13   | 6    | 2.167 | 432         | 367         | 1.177       |
| 4   | Iran      | 5     | 2 (0)   | 3 (1)   | 7   | 8    | 9    | 0.889 | 389         | 392         | 0.992       |
| 5   | Egipt     | 5     | 1 (0)   | 4 (0)   | 3   | 3    | 12   | 0.250 | 286         | 362         | 0.790       |
| 6   | Kuba      | 5     | 0 (0)   | 5 (0)   | 0   | 1    | 15   | 0.067 | 300         | 403         | 0.744       |

Źródło: FIVB
Punktacja: 3:0 i 3:1 – 3 pkt; 3:2 – 2 pkt; 2:3 – 1 pkt; 1:3 i 0:3 – 0 pkt
Zasady ustalania kolejności: 1. liczba zwycięstw; 2. liczba punktów; 3. stosunek setów; 4. stosunek małych punktów; 5. bilans w bezpośrednich meczach
| 7 sierpnia 2016 | Rosja | 3-1 (25-17, 25-19, 22-25, 25-18) | Kuba | Ginásio do Maracanãzinho, Rio de Janeiro                      |  |
| 20:30           | 3     | Raport                           | 0    | Widzów: 6287 Sędziowie: Vladimir Simonović Rogerio Espicalsky |  |

| 9 sierpnia 2016 | Kuba | 0-3 (22–25, 15–25, 22–25) | Egipt | Ginásio do Maracanãzinho, Rio de Janeiro                  |  |
| 20:30           | 0    | Raport                    | 3     | Widzów: 5016 Sędziowie: Rogerio Espicalsky Denny Cespedes |  |

| 11 sierpnia 2016 | Iran | 3-0 (25–21, 31–29, 25–16) | Kuba | Ginásio do Maracanãzinho, Rio de Janeiro              |  |
| 9:30             | 3    | Raport                    | 0    | Widzów: 6625 Sędziowie: Fabrizio Pasquali Juray Mokrý |  |

| 13 sierpnia 2016 | Argentyna | 3-0 (25–16, 25–14, 25–16) | Kuba | Ginásio do Maracanãzinho, Rio de Janeiro               |  |
| 11:35            | 3         | Raport                    | 0    | Widzów: 7428 Sędziowie: Paulo Turci Vladimir Simonović |  |

| 15 sierpnia 2016 | Polska | 3-0 (25–18, 25–15, 25–17) | Kuba | Ginásio do Maracanãzinho, Rio de Janeiro                    |  |
| 17:05            | 3      | Raport                    | 0    | Widzów: 8175 Sędziowie: Vladimir Simonović Ibrahim Al-Naama |  |

#### Siatkówka plażowa
| Zawodnicy                    | Konkurencja | Faza grupowa | Faza grupowa | 1/8 finału                           | Ćwierćfinały                                      | Półfinały        | Finał            | Pozycja |
| Zawodnicy                    | Konkurencja | Przeciwnicy Wynik | Pozycja      | Przeciwnik Wynik                     | Przeciwnik Wynik                                  | Przeciwnik Wynik | Przeciwnik Wynik | Pozycja |
| ---------------------------- | ----------- | --- | ------------ | ------------------------------------ | ------------------------------------------------- | ---------------- | ---------------- | ------- |
| Nivaldo Díaz Sergio González | mężczyźni   | Grupa D Oliveira / Salgado W 2:1 (24:22, 21-23, 25-13) Samoilovs / Šmēdiņš W 2:1 (23-21, 19-21, 15-9) Schalk / Saxton W 2:0 (21:15, 21:18) | 1. Q         | Doppler / Horst W 2:0 (21:17, 21:14) | Krasilnikov / Semenov P 1:2 (20-22, 24-22, 16-18) | NQ               | NQ               | 5.      |

### Pływanie
Mężczyźni
| Zawodnik         | Konkurencja    | Eliminacje | Eliminacje | Półfinał | Półfinał | Finał | Finał   |
| Zawodnik         | Konkurencja    | Czas       | Miejsce    | Czas     | Miejsce  | Czas  | Miejsce |
| ---------------- | -------------- | ---------- | ---------- | -------- | -------- | ----- | ------- |
| Luis Vega Torres | 400 m zmiennym | 4:27,27    | 26.        | —        | —        | NQ    | NQ      |

Kobiety
| Zawodnik      | Konkurencja    | Eliminacje | Eliminacje | Półfinał | Półfinał | Finał | Finał   |
| Zawodnik      | Konkurencja    | Czas       | Miejsce    | Czas     | Miejsce  | Czas  | Miejsce |
| ------------- | -------------- | ---------- | ---------- | -------- | -------- | ----- | ------- |
| Elisbet Gámez | 200 m dowolnym | 2:01,08    | 36.        | NQ       | NQ       | NQ    | NQ      |

### Podnoszenie ciężarów
Mężczyźni
| Zawodnik          | Konkurencja | Rwanie | Rwanie  | Podrzut | Podrzut | Razem | Pozycja |
| Zawodnik          | Konkurencja | Wynik  | Pozycja | Wynik   | Pozycja | Razem | Pozycja |
| ----------------- | ----------- | ------ | ------- | ------- | ------- | ----- | ------- |
| Yoelmis Hernández | do 85 kg    | 150    | 12.     | 200     | 7.      | 350   | 9.      |

Kobiety
| Zawodnik         | Konkurencja | Rwanie | Rwanie  | Podrzut | Podrzut | Razem | Pozycja |
| Zawodnik         | Konkurencja | Wynik  | Pozycja | Wynik   | Pozycja | Razem | Pozycja |
| ---------------- | ----------- | ------ | ------- | ------- | ------- | ----- | ------- |
| Marina Rodríguez | do 63 kg    | 94     | 8.      | 121     | 5.      | 215   | 8.      |

### Strzelectwo
Mężczyźni
| Zawodnik              | Konkurencja                             | Kwalifikacje | Kwalifikacje | Półfinał | Półfinał | Finał  | Finał   |
| Zawodnik              | Konkurencja                             | Punkty       | Miejsce      | Punkty   | Miejsce  | Punkty | Miejsce |
| --------------------- | --------------------------------------- | ------------ | ------------ | -------- | -------- | ------ | ------- |
| Reinier Estpinan      | karabin pneumatyczny 10 m               | 610,0        | 48.          | —        | —        | NQ     | NQ      |
| Reinier Estpinan      | karabin małokalibrowy leżąc 50 m        | 613,6        | 45.          | —        | —        | NQ     | NQ      |
| Reinier Estpinan      | karabin małokalibrowy trzy pozycje 50 m | 1157         | 38.          | —        | —        | NQ     | NQ      |
| Jorge Grau            | pistolet pneumatyczny 10 m              | 569          | 37.          | —        | —        | NQ     | NQ      |
| Jorge Grau            | pistolet dowolny 50 m                   | 546          | 27.          | —        | —        | NQ     | NQ      |
| Alexander Molerio     | karabin pneumatyczny 10 m               | 607,2        | 49.          | —        | —        | NQ     | NQ      |
| Alexander Molerio     | karabin małokalibrowy trzy pozycje 50 m | 1146         | 42.          | —        | —        | NQ     | NQ      |
| Leuris Pupo           | pistolet szybkostrzelny, 25 m           | 583          | 6. Q         | —        | —        | 18     | 5.      |
| Juan Miguel Rodríguez | skeet                                   | 116          | 26.          | NQ       | NQ       | NQ     | NQ      |

Kobiety
| Zawodniczka      | Konkurencja                             | Kwalifikacje | Kwalifikacje | Finał  | Finał   |
| Zawodniczka      | Konkurencja                             | Punkty       | Miejsce      | Punkty | Miejsce |
| ---------------- | --------------------------------------- | ------------ | ------------ | ------ | ------- |
| Eglis Yaima Cruz | karabin pneumatyczny 10 m               | 412,1        | 31.          | NQ     | NQ      |
| Eglis Yaima Cruz | karabin małokalibrowy trzy pozycje 50 m | 581          | 10.          | NQ     | NQ      |
| Dianelys Pérez   | karabin pneumatyczny 10 m               | 403,5        | 46.          | NQ     | NQ      |
| Dianelys Pérez   | karabin małokalibrowy trzy pozycje 50 m | 568          | 36.          | NQ     | NQ      |

### Szermierka
Mężczyźni
| Zawodnik        | Konkurencja          | 1/32             | 1/16             | Ćwierćfinał      | Półfinał         | Finał            | Finał   |
| Zawodnik        | Konkurencja          | Przeciwnik Wynik | Przeciwnik Wynik | Przeciwnik Wynik | Przeciwnik Wynik | Przeciwnik Wynik | Pozycja |
| --------------- | -------------------- | ---------------- | ---------------- | ---------------- | ---------------- | ---------------- | ------- |
| Yoendry Iriarte | szabla indywidualnie | Kim P 7-15       | NQ               | NQ               | NQ               | NQ               | NQ      |

### Taekwondo
Mężczyźni
| Zawodnik        | Konkurencja | 1/16              | Ćwierćfinał       | Półfinał          | Repasaż 1         | Repasaż 2         | Finał             | Finał   |
| Zawodnik        | Konkurencja | Przeciwnicy Wynik | Przeciwnicy Wynik | Przeciwnicy Wynik | Przeciwnicy Wynik | Przeciwnicy Wynik | Przeciwnicy Wynik | Pozycja |
| --------------- | ----------- | ----------------- | ----------------- | ----------------- | ----------------- | ----------------- | ----------------- | ------- |
| Rafael Castillo | +80 kg      | Trabelsi W 13-4   | Shokin P 1-1 SUP  | NQ                | NQ                | NQ                | NQ                | NQ      |

### Tenis stołowy
Mężczyźni
| Zawodnik     | Konkurencja | Eliminacje       | Runda 1          | Runda 2          | Runda 3          | Runda 4          | Ćwierćfinały     | Półfinały        | Finał            | Finał   |
| Zawodnik     | Konkurencja | Przeciwnik Wynik | Przeciwnik Wynik | Przeciwnik Wynik | Przeciwnik Wynik | Przeciwnik Wynik | Przeciwnik Wynik | Przeciwnik Wynik | Przeciwnik Wynik | Pozycja |
| ------------ | ----------- | ---------------- | ---------------- | ---------------- | ---------------- | ---------------- | ---------------- | ---------------- | ---------------- | ------- |
| Jorge Campos | singel      | BYE              | Wang P 2-4       | NQ               | NQ               | NQ               | NQ               | NQ               | NQ               | NQ      |
| Andy Pereira | singel      | BYE              | Calderano P 0-4  | NQ               | NQ               | NQ               | NQ               | NQ               | NQ               | NQ      |

### Wioślarstwo
Mężczyźni
| Zawodnik                         | Konkurencja                  | Eliminacje | Eliminacje | Repasaże | Repasaże  | Ćwierćfinał | Ćwierćfinał | Półfinał | Półfinał | Finał   | Finał   |
| Zawodnik                         | Konkurencja                  | Czas       | Miejsce    | Czas     | Miejsce   | Czas        | Miejsce     | Czas     | Miejsce  | Czas    | Miejsce |
| -------------------------------- | ---------------------------- | ---------- | ---------- | -------- | --------- | ----------- | ----------- | -------- | -------- | ------- | ------- |
| Ángel Fournier                   | jedynka                      | 7:06,89    | 1. (QF)    | BYE      | BYE       | 6:51,89     | 1. (P AB)   | 7:02,65  | 3. (F A) | 6:55,90 | 6.      |
| Adrián Oquendo Eduardo Rubio     | dwójka podwójna              | 6:52,20    | 5. (R)     | 6:21,52  | 4.        | —           | —           | NQ       | NQ       | NQ      | NQ      |
| Liosbel Hernández Raúl Hernández | dwójka podwójna wagi lekkiej | 6:39,79    | 4. (R)     | 7:07,17  | 3. (P CD) | —           | —           | 7:30,13  | 2. (F C) | 6:47,80 | 18.     |

Kobiety
| Zawodniczka                       | Konkurencja                  | Eliminacje | Eliminacje | Repasaże | Repasaże  | Półfinał | Półfinał | Finał   | Finał   |
| Zawodniczka                       | Konkurencja                  | Czas       | Miejsce    | Czas     | Miejsce   | Czas     | Miejsce  | Czas    | Miejsce |
| --------------------------------- | ---------------------------- | ---------- | ---------- | -------- | --------- | -------- | -------- | ------- | ------- |
| Licet Hernández Yislena Hernández | dwójka podwójna wagi lekkiej | 7:26,43    | 4. (R)     | 8:22,05  | 5. (P CD) | 8:27,44  | 4. (F D) | 7:50,21 | 19.     |

### Zapasy
Mężczyźni – styl wolny
| Zawodnik         | Konkurencja | Kwalifikacje     | 1/16             | Ćwierćfinał      | Półfinał         | Repesaż 1        | Repesaż 2        | Finał            | Finał   |
| Zawodnik         | Konkurencja | Przeciwnik Wynik | Przeciwnik Wynik | Przeciwnik Wynik | Przeciwnik Wynik | Przeciwnik Wynik | Przeciwnik Wynik | Przeciwnik Wynik | Pozycja |
| ---------------- | ----------- | ---------------- | ---------------- | ---------------- | ---------------- | ---------------- | ---------------- | ---------------- | ------- |
| Yowlys Bonne     | −57 kg      | Rakhmonov W 4-0  | Diatta W 3-1     | Higuchi P 1-3    | NQ               | —                | Yang W 4-1       | Rahimi P 0-5     | 5.      |
| Alejandro Valdés | −65 kg      | Kaya W 5-0       | Ramonow P 1-3    | NQ               | NQ               | BYE              | Veranes P 1-3    | NQ               | 7.      |
| Liván López      | −74 kg      | Friev W 1-3      | Öserbajew P 1-3  | NQ               | NQ               | NQ               | NQ               | NQ               | 10.     |
| Reineris Salas   | −86 kg      | BYE              | Kim W 5-0        | Yaşar P 1-3      | NQ               | Espinal W 3-1    | Cox P 0-5        | NQ               | 5.      |
| Javier Cortina   | −97 kg      | BYE              | Pliev P 1-3      | NQ               | NQ               | BYE              | Saritow P 1-3    | NQ               | 10.     |

Mężczyźni – styl klasyczny
| Zawodnik            | Konkurencja | Kwalifikacje     | 1/16             | Ćwierćfinał      | Półfinał          | Repesaż 1        | Repesaż 2        | Finał            | Finał   |
| Zawodnik            | Konkurencja | Przeciwnik Wynik | Przeciwnik Wynik | Przeciwnik Wynik | Przeciwnik Wynik  | Przeciwnik Wynik | Przeciwnik Wynik | Przeciwnik Wynik | Pozycja |
| ------------------- | ----------- | ---------------- | ---------------- | ---------------- | ----------------- | ---------------- | ---------------- | ---------------- | ------- |
| Ismael Borrero      | −59 kg      | BYE              | Eralijew W 3-1   | Wang W 4-0       | Toshmurodov W 3-1 | —                | —                | Ōta W 4-0        | złoto   |
| Miguel Martínez     | −66 kg      | Çunayev P 1-3    | NQ               | NQ               | NQ                | NQ               | NQ               | NQ               | 12.     |
| Yurisandy Hernández | −75 kg      | BYE              | Bisek P 1-3      | NQ               | NQ                | NQ               | NQ               | NQ               | 17.     |
| Yasmany Lugo        | −98 kg      | BYE              | Xiao W 3-0       | Rezaji W 3-0     | Schön W 3-0       | —                | —                | Aleksanian P 0-3 | srebro  |
| Mijaín López        | −130 kg     | BYE              | Nabi W 3-0       | Eurén W 3-0      | Siemionow W 3-0   | —                | —                | Kayaalp W 3-0    | złoto   |